# Jim Dine
Jim Dine (Cincinnati, 16 giugno 1935) è uno dei più noti artisti pop statunitensi, esponente del movimento Neo-Dada.
I suoi lavori sono stati esposti anche a dOCUMENTA Kassel e alla Biennale di Venezia. Oltre a pittura e scenografia, si occupa di scultura, fotografia, scrive e concepisce degli happening.
Nel 2000 è stato incaricato dal Comune di Siena di realizzare il Drappellone per il Palio di luglio, vinto dalla Contrada Sovrana dell'Istrice.